# Gary Plummer
Pour les articles homonymes, voir Plummer.
Gary Dean Plummer, né le 21 février 1962 à Highland Park au Michigan, est un joueur américain de basket-ball.
Il est sélectionné par les Warriors de Golden State à la Draft 1984 de la NBA. Il joue dans de nombreux clubs de 1984 à 1997.